# Płasza (1163 m)
Płasza (1163 m) – szczyt w Bieszczadach Zachodnich, na granicy ze Słowacją. Na północną (polską stronę) tworzy krótki grzbiet oddzielający potoki Płaszyniw i Chomów będące dopływami Smereka. Szczyt jest bezleśny, stoki porasta las. Przez szczyt prowadzi szlak turystyczny.
Ze szczytu rozciąga się szeroka panorama widokowa obejmująca cały horyzont. Nazwa szczytu jest zniekształcona. Poprawna nazwa brzmi Plasza i pochodzi od rumuńskiego słowa ples oznaczającego teren bezleśny. Na północnych stokach zachowały się jeszcze ślady okopów pochodzących z I i II wojny światowej

## Szlaki turystyczne
polski  Wielka Rawka – Riaba Skała
słowacki  Krzemieniec – Riaba Skała